# Mosquée du roi Saoud

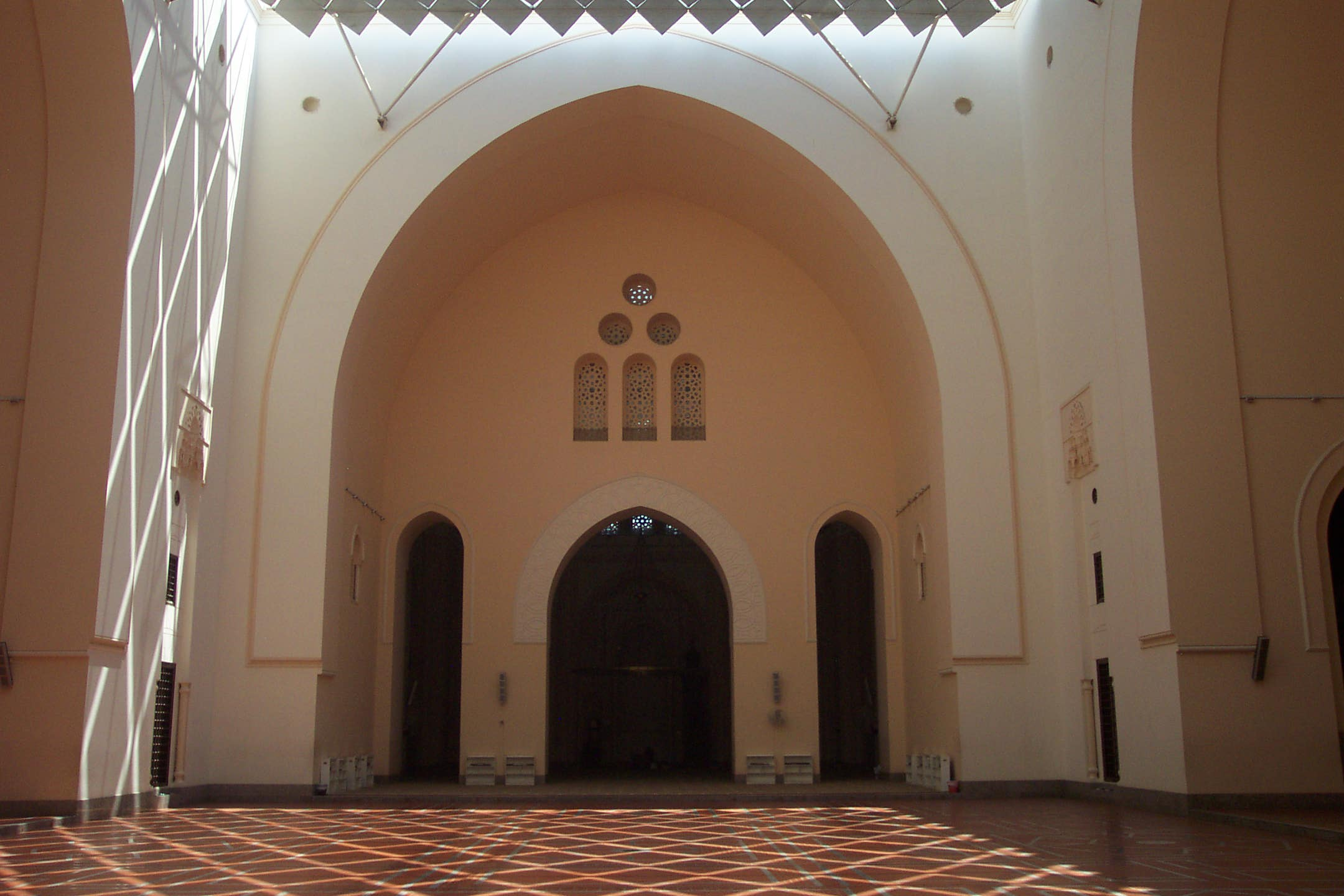

La mosquée du roi Saoud est la plus grande mosquée de Djeddah.
Elle a été conçue par Abdel-Wahed El-Wakil, un architecte égyptien et a été achevée en 1987. elle est construite en briques et couvre une superficie de 9 700 m2 avec la salle de prière seul couvrant 2 464 m2. Le plus grand dôme a une portée de 20 mètres et atteint une hauteur de 42 mètres. Le minaret culmine à 60 mètres